# ایوو مینار
 ایوو مینار (انگلیسی: Ivo Minář؛ زاده ۲۱ مهٔ ۱۹۸۴) یک تنیس‌باز اهل جمهوری چک است.